# Preti di strada

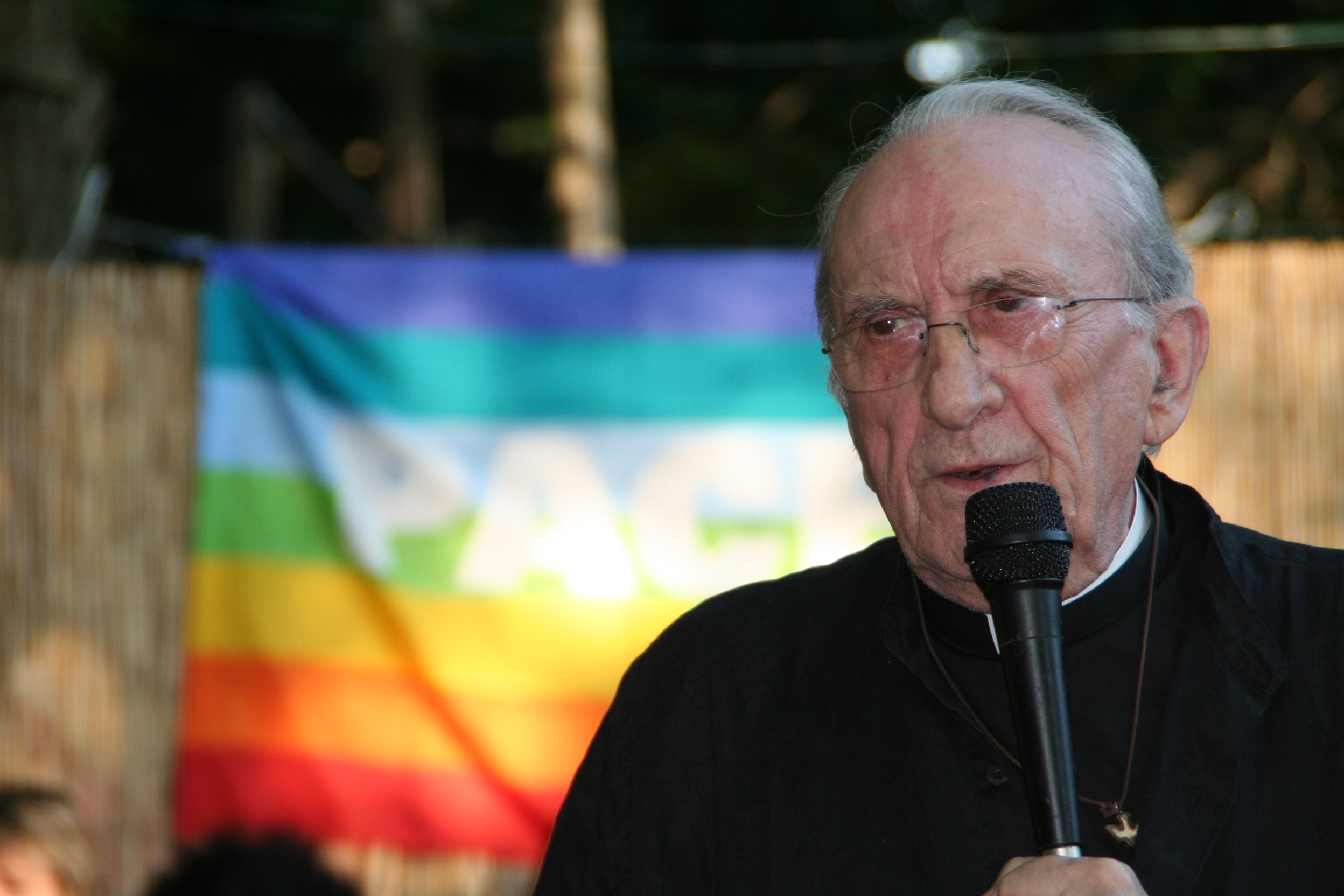
Don Andrea Gallo

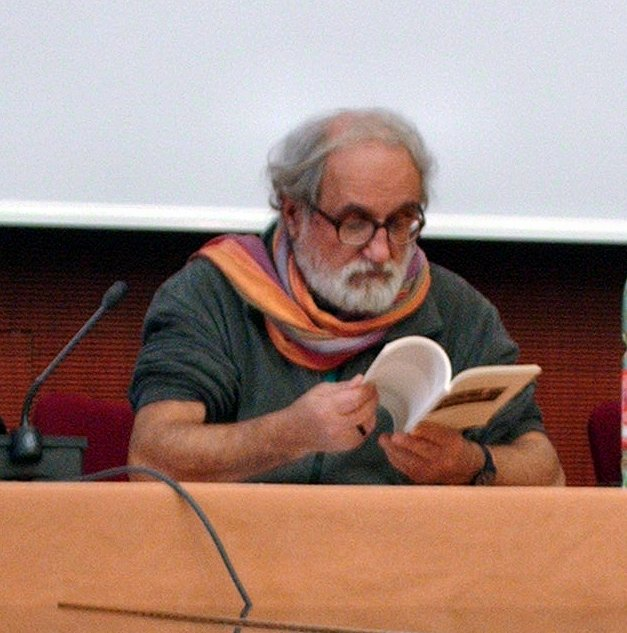
Padre Alex Zanotelli

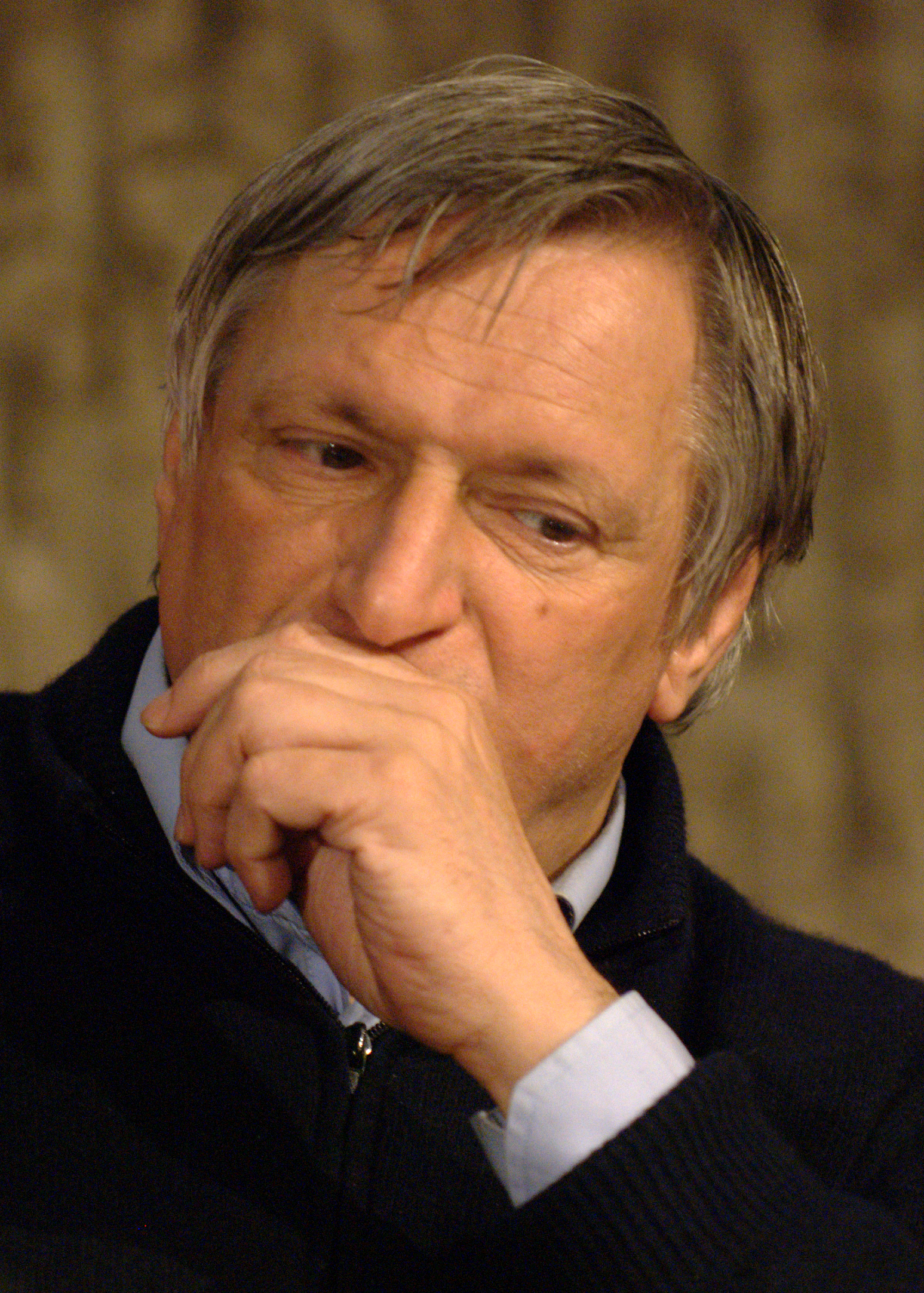
Don Luigi Ciotti

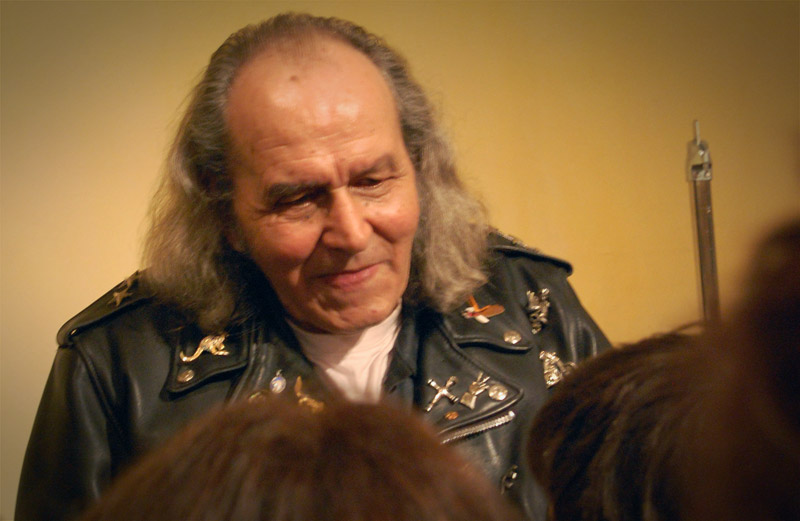
Padre Guy Gilbert

Preti di strada è una terminologia con la quale si indicano quei presbiteri, normalmente cattolici, che esercitano il loro ministero pastorale per le strade, a contatto diretto con le persone che incontrano.

Figure che sono state assimilate, impropriamente, alla definizione politicizzata di "preti di strada" sono stati San Gaspare del Bufalo (1786-1837), Filippo Neri  (1515-1595), Giovanni Bosco (1815-1888), o Annibale Maria Di Francia (1851-1927) dimenticando che gli Apostoli testimoniavano la Fede in mezzo alla gente sin dalle origini del cristianesimo. L'espressione si è tuttavia sviluppata in epoca più recente, soprattutto in Sudamerica e in Europa negli anni della contestazione, con l'emersione di posizioni e movimenti che hanno proposto e vissuto le rivendicazioni per lo sviluppo e la giustizia sociale in una dimensione cristiana, come servizio verso gli ultimi.
Uno dei primi "preti di strada" ante litteram fu senz'altro San Gaspare del Bufalo, sacerdote romano e fondatore dei Missionari del Preziosissimo Sangue, si occupò soprattutto di briganti, barozzari, degli ultimi e degli emarginati, combattendo strenuamente per essi fino alla fine. Grandissima e ormai riconosciuta in tutto il mondo è stata la sua opera di evangelizzazione.
Ha detto di lui papa Giovanni Paolo II parlando ad un'assemblea generale della Congregazione dei Missionari del Preziosissimo Sangue:
« Quando san Gaspare del Bufalo fondò la vostra Congregazione nel 1815, il mio predecessore Pio VII gli chiese di andare laddove nessun altro sarebbe andato... per esempio gli chiese di inviare missionari a evangelizzare i "banditi" che a quel tempo imperversavano così tanto nella zona fra Roma e Napoli. Fiducioso nel fatto che la richiesta del Papa fosse un ordine di Cristo, il vostro Fondatore non esitò ad obbedire, anche se il risultato fu che molti lo accusarono di essere troppo innovatore. Gettando le sue reti nelle acque profonde e pericolose, fece una pesca sorprendente. »
I settori di intervento sono i più vari e possono riguardare l'emarginazione, il carcere, la cooperazione allo sviluppo, la tossicodipendenza e le varie dipendenze, le disabilità, gli orfani ed i minori abbandonati, la prostituzione (tratta, violenza, sfruttamento), i migranti. In molti casi i preti di strada hanno fondato gruppi, associazioni o comunità nei quali si è dato ampio spazio al laicato.
In alcuni casi, quali per esempio quelli di Andrea Gallo o Alex Zanotelli, sussistono o sono sussistite posizioni di dibattito o di conflitto con le gerarchie ecclesiastiche, pur in un costante richiamo, da parte loro, alla dottrina sociale della Chiesa o agli sviluppi del Concilio Vaticano II.. Altri religiosi, invece, come per esempio Ettore Boschini o Fortunato Di Noto, hanno o hanno avuto posizioni in linea col Magistero della Chiesa Cattolica.
Sono riconducibili alla scelta di vita dei preti di strada le associazioni che riuniscono le varie comunità, tra le quali la CNCA e la Fiopsd.

## Preti di strada famosi

### Africa
- Padre Jean-Baptiste Malenge Kalunzu,[9] Repubblica Democratica del Congo

### America meridionale
- Don Gonzalo Aemilius, Uruguay[10][11]
- Padre Rubén Isidro Alonso (Padre Cacho), Organización San Vicente, Uruguay[12][13]
- Mons. Hélder Câmara, vescovo
- Don Júlio Lancellotti[14]
- don Renzo Rossi (1925-2013), S. Salvador di Bahia[15][16][17]
- Padre Alfredo Souza Dorea, Casa Vihda, S. Salvador di Bahia[18]
- Padre Aldo Trento F.S.C.B., Paraguay[19][20]

### America settentrionale
- Abbé Robert Legault[21]
- Fr. Lorenzo (Larry) Rosebaugh[22][23]
- Padre Joseph C. Towle, Bronx[24]

### Siberia
- Don Francesco Bertolina F.S.C.B., Novosibirsk[25]

### Francia
- Abbé Pierre (1912 – 2007)
- Padre Guy Gilbert (n. 1935)
- Padre Arthur Hervet (n. 1938), La Pierre Blanche e Comunità Rom di Lilla[26][27]
- Fra' Pedro Meca[28]
- Padre Axel[29][30]
- Padre Jean Tessier[31]
- Padre Jean-Philippe Chauveau[32]
- Abbé Fabrice Loiseau[33]

### Germania
- Franz Meurer[34][35]

### Italia
- San Gaspare del Bufalo (1786-1837), fondatore dei Missionari del Preziosissimo Sangue.
- Don Antonio Acciai (1924 – 1974), Genova[36]
- Don Vinicio Albanesi (n. 1943), Comunità di Capodarco[37]
- Don Franco Baroni (1934 – 1985), cappellano nazionale dell'OASNI (Opera assistenza spirituale nomadi in Italia)[38]
- Don Mimmo Battaglia (n. 1963), vescovo[39]
- Mons. Tonino Bello (1935-1993), vescovo
- Don Oreste Benzi (1925 – 2007), Comunità Papa Giovanni XXIII
- Don Giancarlo Bertagnolli (don Geki) (1933 - 2014), Associazione La Strada – Der Weg, Bolzano[40]
- Don Albino Bizzotto (n. 1939), Beati i Costruttori di Pace
- Don Mario Borrelli (1922-2007), Casa dello scugnizzo (sacerdote fino al 1967)
- Fratel Ettore (Ettore Boschini) (1928 - 2004)
- Mons. Giancarlo Bregantini (n. 1948), vescovo
- Don Marcellino Brivio (n. 1951), cappellano del Carcere di Opera[41]
- Don Luigi Ciotti (n. 1945), Gruppo Abele, Associazione Libera
- Don Dante Clauser (1923 – 2013), Punto d'incontro, Trento
- Don Virginio Colmegna (n. 1945), Casa della Carità, Milano[42]
- Don Antonio Coluccia (n. 1975), Parrocchia di S. Filippo Apostolo e periferie romane[43]
- Don Danilo Cubattoli (don Cuba) (1922-2006)
- Padre Angelo Cupini (n. 1939), Comunità di via Gaggio, Lecco[44]
- Don Peppino Diana (1958 - 1994), sacerdote anticamorra
- Don Roberto Dichiera (n. 1974), Comunità Nuovi Orizzonti[45]
- Padre Carmelo Di Giovanni (n. 1944), Chiesa italiana di S. Pietro a Londra[46]
- Don Luigi Di Liegro (1928-1997), Caritas diocesana di Roma
- Don Pierluigi Di Piazza (n. 1947), Centro Ernesto Balducci, Zugliano[47]
- Don Renzo Fanfani (1935-2017[48]), Avane, Empoli[49]
- Don Andrea Gallo (1928-2013), Comunità di San Benedetto al Porto
- Don Fabio Giacometti (1967-2011), Meldola,[50]
- Padre Mario Golesano (n. 1949) parrocchia di S. Gaetano al quartiere Brancaccio (Palermo), Fondazione Don Giuseppe Puglisi[51]
- Don Aniello Manganiello (n. 1953) parroco a Scampia, sacerdote anticamorra[52][53]
- Don Edoardo Medori, Comunità San Benedetto, Livorno[54]
- Don Luigi Melesi (n. 1933), cappellano del Carcere di San Vittore, Milano[55]
- Don Luigi Merola (n. 1972), prete anticamorra[56]
- Don Matteo Migliore (n. 1937-2022), Torino[57]
- Don Lorenzo Milani (1923-1967), Scuola di Barbiana
- Don Franco Monterubbianesi (n. 1931), Comunità di Capodarco
- Don Fredo Olivero (n.1942), Torino[58]
- Don Nicola "Lino" Palmisano (1940-1993), Comunità sulla strada di Emmaus[59][60] (Foggia), Telefono Azzurro CAM[61] (Napoli)
- Don Paolo Pasetto, Opera Semplice[62][63], Soave, Verona
- Don Maurizio Patriciello, parroco di S. Paolo Apostolo, Domegge di Cadore (Belluno) - Terra dei fuochi[64]
- Don Giacomo Piazza, Comunità Progetto Sud di Lamezia Terme[65]
- Don Mario Picchi, Centro italiano di solidarietà[66]
- Padre Antonio Poletti, Caserta[67]
- Don Valentino Porcile[68]
- Don Marco Pozza[69]
- Beato Don Pino Puglisi (1937-1993), parrocchia di S. Gaetano al quartiere Brancaccio (Palermo)
- Don Innocenzo Ricci[70]
- Don Gino Rigoldi, cappellano dell'Istituto penale per minorenni "Beccaria"
- Padre Giuseppe Russo, Palermo[71]
- Don Alessandro Santoro, Comunità delle Piagge[72]
- Don Roberto Sardelli, Scuola 725 all'Acquedotto Felice - Roma
- Don Luciano Scaccaglia, Parma[73]
- Don Vincenzo Sorce, Casa Famiglia Rosetta,[74][75]
- Don Antonio Terlizzi (-2011)[76]
- Don Mario Vatta, Comunità di San Martino al Campo[77]
- Padre Alex Zanotelli
- Don Armando Zappolini[78]
- Don Giuliano Zattarin[79]
- Don Nicola Colangelo, parrocchia di S. Ilario di Poitiers - Roma
- Don Luca Favarin
- Don Geremia Acri - Casa Accoglienza S. M. Goretti - Ufficio per le Migrazioni della Diocesi di Andria
- Don Roberto Malgesini, diocesi di Como[80]
- Don Jury Marinelli (n.1989), diocesi di Mantova. Associazione Progetto don Bosco a Poggio Rusco (MN)